# Hälsingen
Hälsingen är en sjö i Alingsås kommun i Västergötland och ingår i Göta älvs huvudavrinningsområde. Sjön är 24 meter djup, har en yta på 1,04 kvadratkilometer och är belägen 131,8 meter över havet. Hälsingen är den näst största sjön i vildmarksområdet Risveden och avvattnas av Hälsingeström mot sjön Anten.

## Delavrinningsområde
Hälsingen ingår i det delavrinningsområde (643864-130023) som SMHI kallar för Utloppet av Hälsingen. Medelhöjden är 145 meter över havet och ytan är 6,99 kvadratkilometer. Det finns inga avrinningsområden uppströms utan avrinningsområdet är högsta punkten. Vattendraget som avvattnar avrinningsområdet har biflödesordning 4, vilket innebär att vattnet flödar genom totalt 4 vattendrag innan det når havet efter 70 kilometer. Avrinningsområdet består mestadels av skog (76 procent). Avrinningsområdet har 1,01 kvadratkilometer vattenytor vilket ger det en sjöprocent på 14,4 procent.